# با عشق، ویکتور
با عشق، ویکتور (به انگلیسی: Love, Victor) مجموعه تلویزیونی اینترنتی آمریکایی در ژانر درام نوجوان است که آیزاک آپاکر و الیزابت برگر آن را با الهام از فیلم با عشق، سایمون (۲۰۱۸) ساخته‌اند. فصل اول این سریال در ۱۷ ژوئن ۲۰۲۰، فصل دوم آن در ۱۱ ژوئن ۲۰۲۱ و فصل سوم و آخر آن در ۱۵ ژوئن ۲۰۲۲ در هولو به نمایش درآمد. تلویزیون فاکس قرن بیستم تولیدکنندۀ این سریال است.
مایکل سیمینو در نقش ویکتور در کنار آنا اورتیز، جیمز مارتینز، ایزابلا فریرا، ماتئو فرناندز، راشل نائومی هیلسون، بیبی وود، جورج سیر، آنتونی تورپل و میسون گودینگ بازی می‌کند. فیلمبرداری از اوت سال ۲۰۱۹ در لس آنجلس آغاز شد.